# God Nose
God Nose est un comic book de 42 pages, écrit et dessiné par Jaxon en 1964 et souvent considéré comme le premier comics underground ,,. God Nose peint des conversations philosophiques entre Dieu et les fous qu'il gouverne.

## Résumé
God Nose montre Dieu comme un vieil homme avec une barbe et une couronne, assis sur son trône d'or au Paradis. Il discute avec Jésus de la vie moderne y compris du racisme et du contrôle des naissances. Jésus part un moment sur Terre pour être un chanteur pop et essayer le surf. God visite aussi la Terre et se matérialise dans la chambre d'un couple qui allait faire l'amour.

## Historique de publication
God Nose de Jaxon paraît pour la première fois dans le fanzine Charlatan de l'université de Floride, où il est publié entre 1963 et 1966. En 1964, Jaxon reprend plusieurs de ses histoires et imprime 1000 exemplaires avec une photocopieuse,,. Cette première édition comporte 42 pages et est quasiment au format A4.
Rip Off Press, un éditeur underground fondé par Jaxon avec Gilbert Shelton, réimprime le comics en 1969. Une troisième édition suit la même année toujours chez Rip Off Rip Off Press. Une quatrième est publiée en 1971. Enfin l'intégralité des épisodes de God Nose est publié dans le sixième numéro d'Underground Classics publié par Rip Off Press en 1988.